# 彼得森海崖
彼得森海崖（英語：Peterson Bluff），是南極洲的海崖，位於維多利亞地的彭內爾海岸，處於埃貝冰川北岸，屬於阿納雷山脈的一部分，海拔高度1,480米，美國地質調查局根據測量和該國海軍的空中照片繪入地圖，現時由南極條約體系管理。